# Keetia
Keetia là một chi thực vật có hoa trong họ Thiến thảo (Rubiaceae).

## Loài
Chi Keetia gồm các loài: